# 二玄社
二玄社（日语：／ Nigensha）是日本的一家出版社。创立于1955年，一开始专门出版书法等东洋美术，1962年汽车杂志《カーグラフィック》（Car Graphic，通称CG）创刊后，该社分为“書道・美術部門”与“自動車関係部門”。